# La Vérité (journal, 1929)
Pour les articles homonymes, voir La Vérité.
La Vérité est le titre d'un journal et d'une revue de divers partis trotskistes français, dont le premier numéro sort le 15 août 1929. Premier journal trotskiste créé dans le monde, son titre fait référence à la Pravda (Vérité en français) mais aussi parce les trotskistes estiment que le Parti communiste français « a besoin d'une cure de vérité. » Le titre est aujourd'hui détenu par les représentants du courant lambertiste.

## La Vérité (1929-1936)
Cette première version du journal est initiée par Léon Trotski après l'échec des discussions qu'il avait engagées avec un groupe d'oppositionnel à la direction du Parti communiste français qui diffuse le journal Contre le courant (1927-1929). Le « Vieux » prend contact avec Alfred Rosmer, Raymond Molinier, Pierre Barozine, Jan Van Heijenoort, Pierre Frank, Pierre Naville et Gérard Rosenthal qui se rendent à Prinkipo, où Trotski s'est réfugié. La Vérité veut rallier les militants communistes qui luttent contre la direction du PC, tant à l'extérieur qu'à l'intérieur du parti.
En quelques mois, les militants qui étaient encore membres du PC se font exclure. L'Opposition de gauche se renforce encore quand le groupe rassemblé autour de la revue La Lutte de classe  se rallie, en janvier 1930. La Vérité devient, dès la fin avril 1930, l'organe d'une nouvelle organisation politique distinct du PC : la Ligue communiste. La Lutte de classe continue sa parution mais devient la revue théorique de la Ligue communiste.
En août 1934, les militants de cette organisations rentrent dans la Section française de l'Internationale ouvrière (SFIO) « à drapeau déployé ». La Vérité devient l'organe du groupe bolchevik-léniniste de la SFIO.
Durant cette période d'entrisme, les bolcheviks-léninistes (BL) mène campagne pour la Quatrième Internationale. Au XXXIIe congrès de la SFIO, à Mulhouse en juin 1935, les militants BL sont devenus une grosse minorité qui pèse dans les débats  du parti.
À cette même période, le PC effectue un virage à 180 degrés dans sa politique vis-à-vis des Radicaux et ne fait plus obstacle à l'alliance avec ces derniers et les socialistes. Les trotskistes deviennent gênants car il faut que la SFIO donne un gage « d'amitié » aux staliniens, en vue de la création d'un gouvernement de Front populaire. Le groupe bolchevik-léniniste est donc exclu en janvier 1936. La Vérité cesse alors de paraître avec le numéro 255.

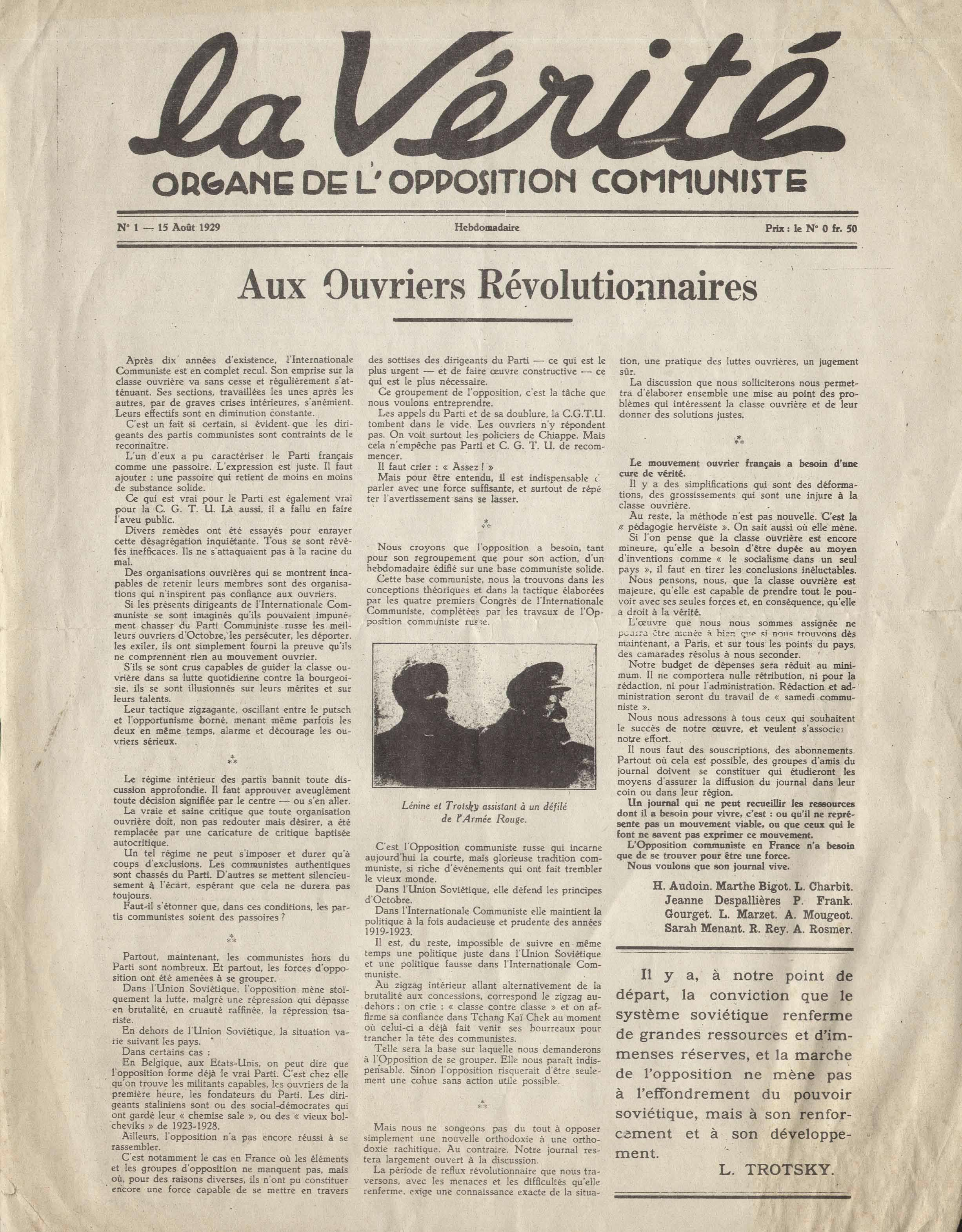
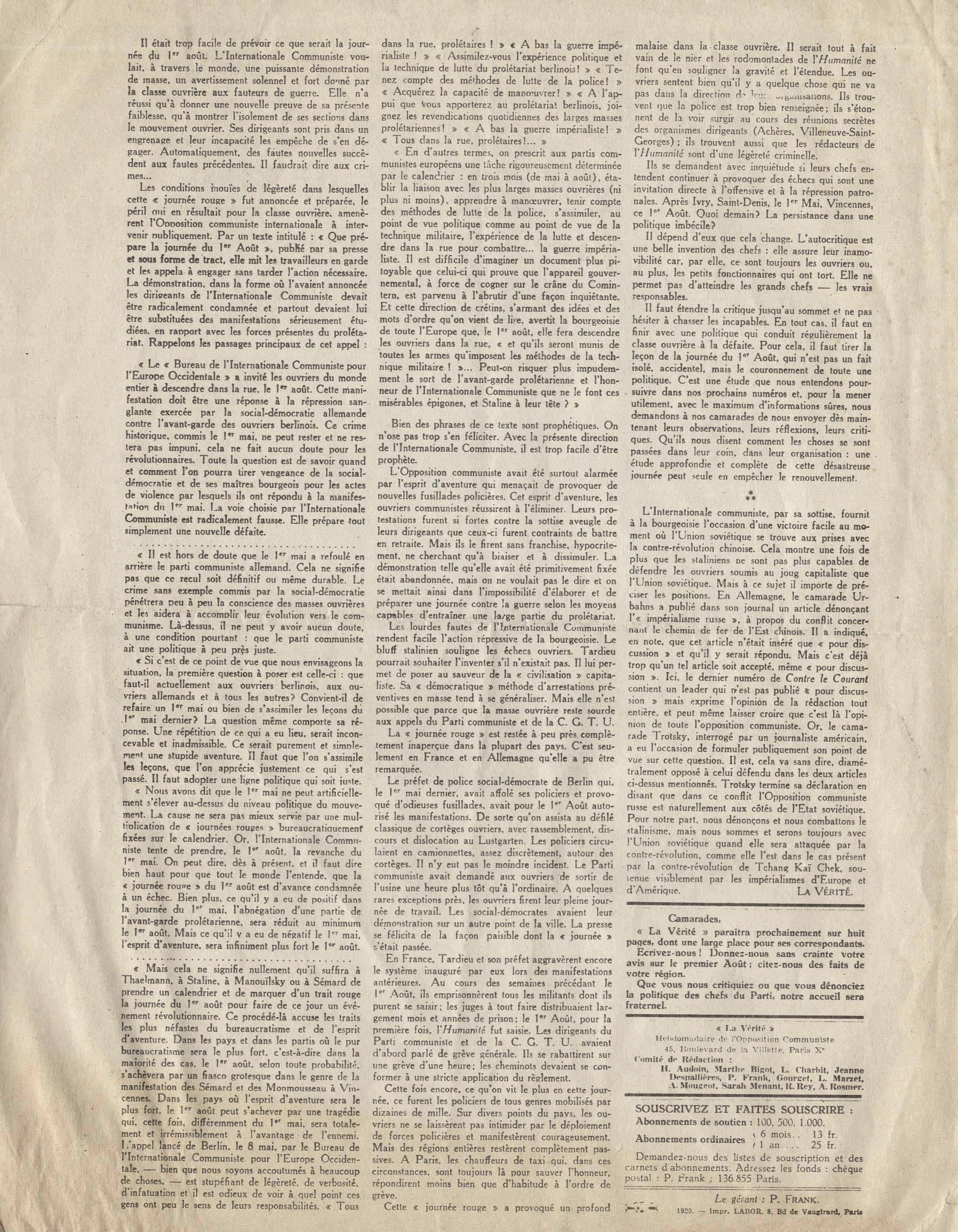

## La Vérité(1938-1939)
En octobre 1938, les militants du Parti communiste internationaliste (PCI), un des deux groupes trotskistes de cette période, décident de rejoindre le Parti socialiste ouvrier et paysan (PSOP) de Marceau Pivert. Ils éditent à partir de janvier 1938, une revue nommée La Vérité, en référence au journal de la Ligue communiste (1929-1936).
Les membres de l'ex-PCI sont exclus du PSOP en juin 1939 et le dernier et sixième numéro de la revue sort en août 1939.

## La Vérité clandestine (1940-1946)

### Premier journal de la résistance en France
Dès le 30 août 1940, les Comités français pour la IVe internationale (Parti ouvrier internationaliste à partir de décembre 1942, puis Parti communiste internationaliste en mars 1944) impriment le premier numéro de La Vérité. C'est le premier journal clandestin de la presse française. Marcel Hic en est le responsable jusqu'à son arrestation en octobre 1943. Les 19 premiers exemplaires sont tapés à la machine à écrire et ronéotés puis, à partir du numéro 20, il est imprimé (sauf les numéros d'octobre 1942, d'avril 1943 et de juillet 1943). Le journal est tiré à 3 000 exemplaires.

### Ligne politique générale
Les trotskistes du POI, au travers de leur organe de presse, luttent, tout au long de la guerre, contre le fascisme, contre l'impérialisme, contre la guerre, contre le racisme et l'antisémitisme, contre les déportations ; pour la lutte des classes, pour la fraternisation, pour la révolution mondiale et les États-Unis socialistes d'Europe.

### Focus sur deux luttes emblématiques de la période
- La lutte contre les déportations au STO. Pour ceux qui sont obligés de partir, il faut organiser le sabotage de la production, main dans la main avec des travailleurs allemands qui luttent contre les nazis[14]. Mais aussi en organisant des manifestations et des blocages de trains qui emmènent des déportés au STO, comme à Brest en octobre 1942[15] ou à Lille[16]. Et enfin en tentant d'organiser les réfractaires qui sont de plus en plus nombreux à se cacher à partir de la mi-43[17].

- La  lutte contre l'antisémitisme. Dès le premier numéro, La Vérité publie un article titré « À bas l'antisémitisme ! », puis dans le no 22[18], « L'antisémitisme, doctrine de barbarie ». Le 20 novembre 1941 (no 26), un article dénonce le calvaire des juifs au camp de Drancy et se termine par cet appel : « Camarades, il faut partout organiser la solidarité avec les juifs enfermés. Comme les militants ouvriers, ils sont, eux aussi, les victimes désignées du fascisme. Camarades, il ne faut pas les laisser mourir. »[19] Dans le numéro daté du 20 mai 1943 (no 45)[20], La Vérité est le premier journal en Europe occupée à dénoncer l'existence du camp d'Auschwitz, grâce à un témoin direct qui s'est évadé. L'article relate les conditions de vie, l'habillement, l'hygiène... C'est un tel scoop que par la voix de Fernand Grenier, sont lus, sur Radio-Londres, des extraits de La Vérité... en omettant de signaler qu'il y a aussi à Auschwitz des prisonniers allemands (no 53)[21]. Cette lutte aura une traduction plus concrète avec la création de la coopérative Croque-Fruit à Marseille en novembre 1940.

## Combat pour la légalisation (1944-1946)
À la chute du régime de Vichy, les trotskistes (réunifiés, en mars 1944, sous le nom de Parti communiste internationaliste) ont publié 73 numéros et  une dizaine de numéros spéciaux. Michèle Mestre est la rédactrice en chef du journal à partir de 1944.
La IVe République proclame la liberté de la presse, mais pendant deux ans et sous la pression du PC, La Vérité n'est pas légalisée.
Dans un premier temps, le ministère de l'Information reconnaît que le journal « remplit toutes les conditions exigées par la Fédération de la presse clandestine. » . Mais quelques semaines plus tard, Albert Bayet, directeur de la Fédération de la presse clandestine, rebaptisée, en août 1944, Fédération nationale de la presse française (FNPF), demande à la direction du journal de prouver que la publication a mené « … campagne en faveur de la France et de ses alliés, l'Angleterre, l'URSS, les États-Unis, la république de Chine, etc. ». Pendant ce temps, L'Humanité lance une campagne de calomnies contre les trotskistes qualifiés « d'agent de la Gestapo ». Les trotskistes constatent amèrement « que la liberté de la presse vaut seulement pour ceux qui jurent de laisser intact le monde capitaliste, responsable du fascisme et de la guerre. » Ils sont aussi surpris d'un tel acharnement contre leur journal alors que leur organisation, le Parti communiste internationaliste, est elle-même légale depuis le 22 juin 1945.
Le problème essentiel de cette non-légalisation est que La Vérité ne peut accéder aux stocks de papier, contingenté jusqu'en 1958. Pour contourner cette interdiction, la mention « bulletin intérieur » est inscrite jusqu'au numéro 110 (mi-février 1946). La Vérité ne deviendra légale qu'au cours de l'année 1946.

## La scission de 1952 et après...

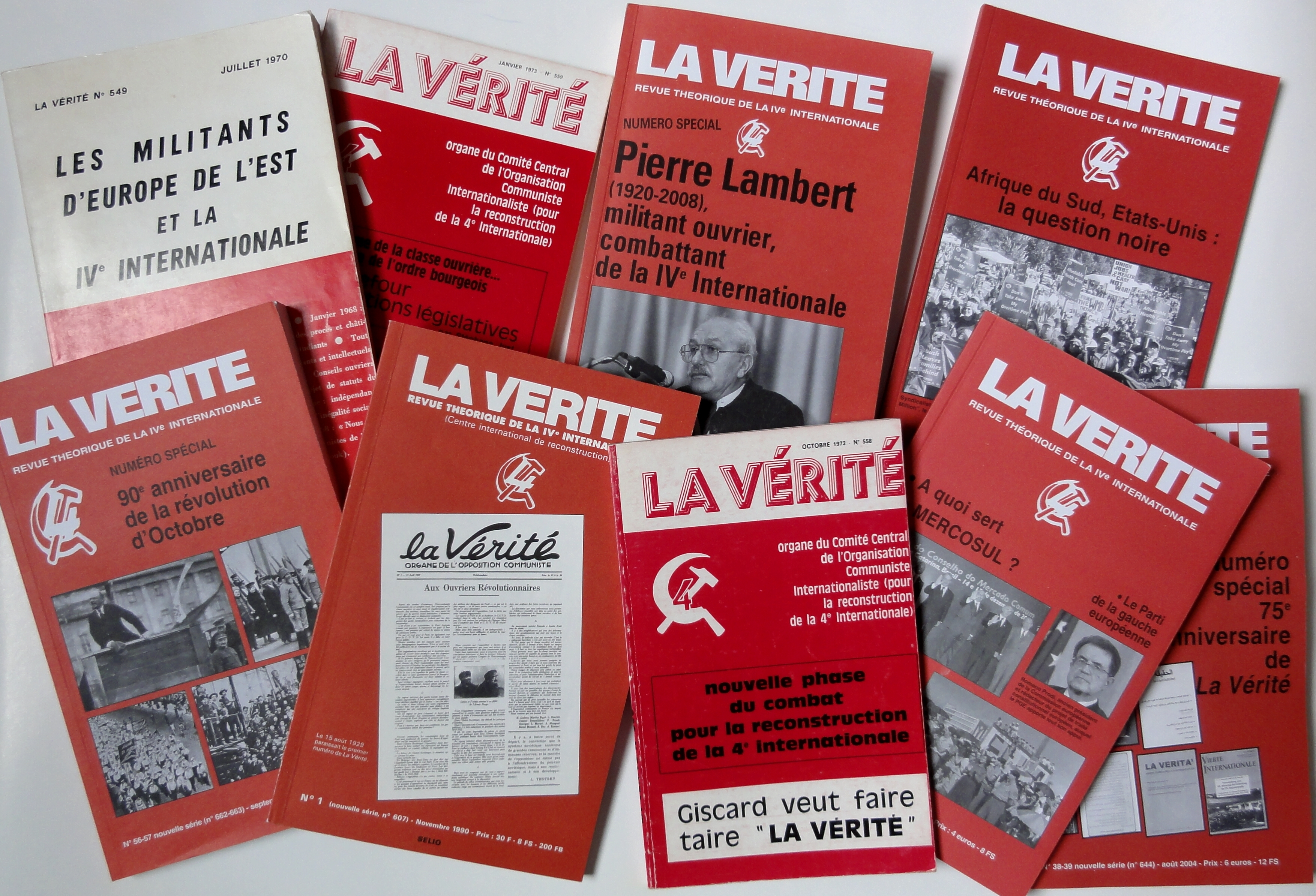
Quelques couvertures de La Vérité depuis 1970.

En juillet 1952, le Parti communiste internationaliste subit la plus grave crise de son histoire, dont les répercussions vont perdurer au niveau international jusqu'à nos jours . Deux tendances s'affrontent autour du mot d'ordre d'entrée dans les partis communistes et socialistes, adopté au Comité exécutif de la Quatrième Internationale de février 1952. La majorité du PCI, autour de Pierre Lambert, refuse cette décision et est exclue en juillet. Elle va conserver le journal. La minorité de l'organisation, autour de Pierre Frank, membre de la direction européenne de la Quatrième Internationale, va publier à partir d'août 1952, La Vérité des travailleurs .
Le PCI « majoritaire », qui deviendra l'OCI va continuer la publication de La Vérité sous la forme d'un journal jusqu'en novembre 1958,, puis sous la forme d'une revue qui paraît encore de nos jours.